# (1119) Euboea
(1119) Euboea es el asteroide número 1119 situado en el cinturón principal. Fue descubierto por el astrónomo Karl Wilhelm Reinmuth desde el observatorio de Heidelberg, el 27 de octubre de 1927. Su designación alternativa es 1927 UB. Está nombrado por la isla griega de Eubea.